# 程之韺
程之韺（1624年—1693年）字象六，是安徽省徽州府歙县岑山渡人，岑山渡程氏12世孙，任扬州两淮盐务总商二十年，明清两淮盐商之代表性人物。
程之韺为两淮盐务总商程量入（1692-1694）长子，以及岑山渡程氏家族迁居扬州，经营淮南盐业第一人程大典（字慎吾，1575-1652年）的长孙。程量入、程之韺父子担任两淮盐务总商数十年。程之韺承接父业，出任两淮总商20年。
程之韺又是一位儒商，“暇日观书，尤精史鉴”。程之韺性情慷慨，踊跃于社会公益活动。康熙年间发生三藩之乱，程量入、程之韺父子组织盐商捐资充作军费，程之韺因此获得朝廷颁赐的五品官服。

## 家庭
程之韺有十二个儿子，三十多个孙子，子孙中各有一人中进士：
- 子程文正：康熙三十年（1691年）辛未科进士，官至工部主事。
- 孙程梦星：康熙五十一年（1712年）壬辰科进士。